# Jean Louis Burckhardt
Pour les articles homonymes, voir Burckhardt.
Jean Louis Burckhardt (25 novembre 1784, Lausanne - 15 octobre 1817) est un explorateur et orientaliste suisse.
Il est aussi nommé Johann Ludwig Burckhardt ou John Lewis Burckhardt. Dans ses lettres, Burckhardt utilisait le français et signait Louis.

## Biographie
Né à Lausanne, il étudie à Leipzig et à l'université de Göttingen. Il visite l'Angleterre durant l'été 1806 avec une lettre d'introduction du naturaliste Johann Friedrich Blumenbach à sir Joseph Banks. Ce dernier, ainsi que les membres de l'African Association, acceptent en 1809 son offre de monter une expédition pour découvrir la source du Niger. En préparation de ce voyage, il étudie l'arabe à l'université de Cambridge et se promène sans chapeau dans la campagne anglaise pendant une canicule, se nourrissant de plantes et d'eau et dormant à même le sol.
Il quitte l'Angleterre en mars 1809 et fait une courte escale à Malte avant d'arriver à Alep en Syrie en automne pour y perfectionner son arabe et étudier le droit musulman et l'arabe, convaincu que son voyage en Afrique serait facilité si on le prenait pour un musulman. Il prend le nom d’Ibrahim ibn Abdullah (« Cheikh Ibrahim »). Certains indices montrent que sa conversion à l'islam fut peut-être sincère, bien que sa famille le nie.
Il passe ainsi deux ans au Levant et y peaufine son arabe.
Pendant ces deux années en Syrie, il visite Palmyre, Damas, et le Liban et fait plusieurs voyages d'exploration dans la région. Lors de l'un de ces voyages il découvre la ville nabatéenne de Pétra, oubliée depuis presque mille ans. Mais peu satisfait de l'importance de cette découverte, il décide de se consacrer à son but initial : trouver la source du Niger. Pour ce faire, il se rend au Caire, ayant l'intention de rejoindre une caravane allant dans le Fezzan en Libye. En 1812, en attendant le départ de la caravane, qui avait été repoussée, il navigue sur le Nil, découvrant les temples d'Abou Simbel, et va jusqu’à Dar Mahass et le Dongola. Ne trouvant pas de passage vers l'ouest, il se fait passer pour un pauvre marchand syrien et traverse le désert de Nubie, passant par Berber, Chendi et Suakin, un port sur la mer Rouge, d'où il s'embarque pour le hajj à la Mecque en passant par Djeddah. Il reste trois mois à la Mecque qu'il quitte le 15 janvier 1815 et visite ensuite Médine où il est immobilisé à la suite de violentes fièvres.
Après de nombreuses difficultés et des privations sévères, il retourne au Caire en juin 1815, pris d'une grande fatigue. Toutefois, au printemps 1816, il voyage au mont Sinaï et rentre au Caire en juin, où il se prépare pour son voyage au Fezzan. Mais plusieurs problèmes surgissent, l'empêchant de partir. Finalement, lors du départ tant attendu de la caravane en avril 1817, il tombe malade de dysenterie et en meurt le 15 octobre.
Comme il a régulièrement envoyé ses notes, ses journaux et son abondante correspondance en Angleterre, peu de détails de ses voyages ont été perdus. Il lègue sa collection de huit cents volumes de manuscrits orientaux à la bibliothèque de l'Université de Cambridge.

## Œuvres
- (en) John Lewis Burckhardt, Travels in Nubia, Londres, Association for promoting the discovery of the interior parts of Africa, 1819, 624 p. (lire en ligne)avec mémoires biographiques ;
- Travels in Syria and the Holy Land, Londres, African Association, 1822 (lire en ligne)
- Travels in Arabia, Londres, African Association, 1829 (lire en ligne) ; traduit & édité en français : Voyage en Arabie, comprenant une description des territoires du Hedjaz, regardés comme sacrés par les mahométans (1814-1817), vol.32 de la Bibliothèque universelle des voyages: effectués par mer ou par terre dans les diverses parties du Monde, revus ou traduits par Albert Montémont, Paris : Armand-Aubrée, 1835
- Arabic Proverbs, or the Manners and Customs of the Modern Egyptians, Londres, African Association, 1830 (lire en ligne) ;
- Notes on the Bedouins and Wahabys, Londres, African Association, 1831 (lire en ligne).